# Ashton Keynes

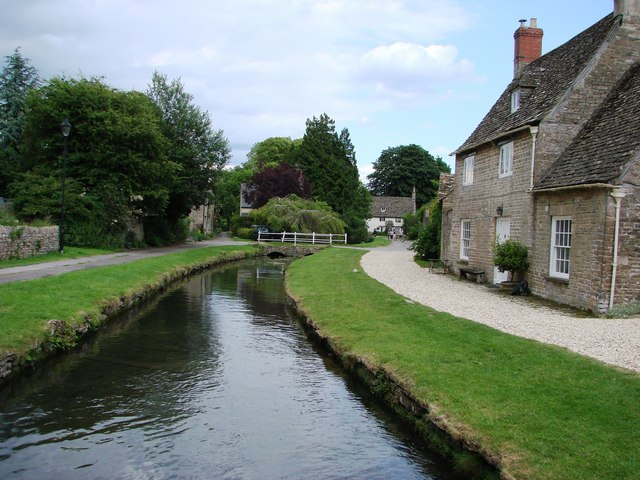
Die Themse in Ashton Keynes

Ashton Keynes ist ein Ort und eine Civil parish in Wiltshire, England an der Grenze zu Gloucestershire. Der Ort liegt ungefähr 8 km südlich von Cirencester und 5,6 km westlich von Cricklade. 2011 hatte die Civil parish 1.400 Einwohner. Der Ort liegt im Cotswold Water Park und ist der einzige Ort, der wesentliche Ortsteile auf beiden Teilen der Themse hat, die hier in viele Arme aufgeteilt ist.
Der Weiler North End liegt ebenfalls in der Civil parish.

## Der Ort
Der Ort war im Jahr 800 als Aesctun bekannt und wird im Domesday Book mit den Cricklade hundred als Essitone erwähnt. Der Ort wechselte in den nächsten 800 Jahren zehnmal seinen Namen.
Eine große römisch-britische Siedlung befand sich am Rand des heutigen Orts und wurde in den späten 1980er Jahren vor umfangreichen Kiesgewinnungsarbeiten ausgegraben. Das Ashton Keynes Castle eine Befestigung aus dem 12. Jahrhundert liegt nördlich des Ortes.
Das Ashton House aus dem 18. Jahrhundert ist ein Grade II geschütztes Bauwerk.
Die Church of England Pfarrkirche des „Holy Cross“ ist ein Grade I geschütztes Bauwerk. Das Gebäude stammt aus dem 12. Jahrhundert und wurde 1876–77 von William Butterfield restauriert.
Ashton Keynes hat eine Städtepartnerschaft mit Grandchamps-des-Fontaines.
Der Swill Brook mündet südlich des Ortes in die Themse.